# Smutsgam
Smutsgam (Neophron percnopterus) är en karakteristisk liten gam som häckar i södra Europa, norra Afrika och i Asien, så långt österut som Indien.  Liksom många andra gamarter har den minskat kraftigt i antal. Den kategoriseras som starkt hotad av IUCN.

## Utseende
Smutsgamen är en liten gam, men ändå medelstor rovfågel, 60 till 70 centimeter lång. Flyktsilhuetten är karakteristisk med breda välfingrade vingar och kilformad stjärt. Fjäderdräkten är mycket ljus, blekgrå med gulbruna inslag på huvud och nacke. Ving- och armpennor är svarta. Det nakna ansiktet är gult, liksom basen på den svartspetsade näbben.

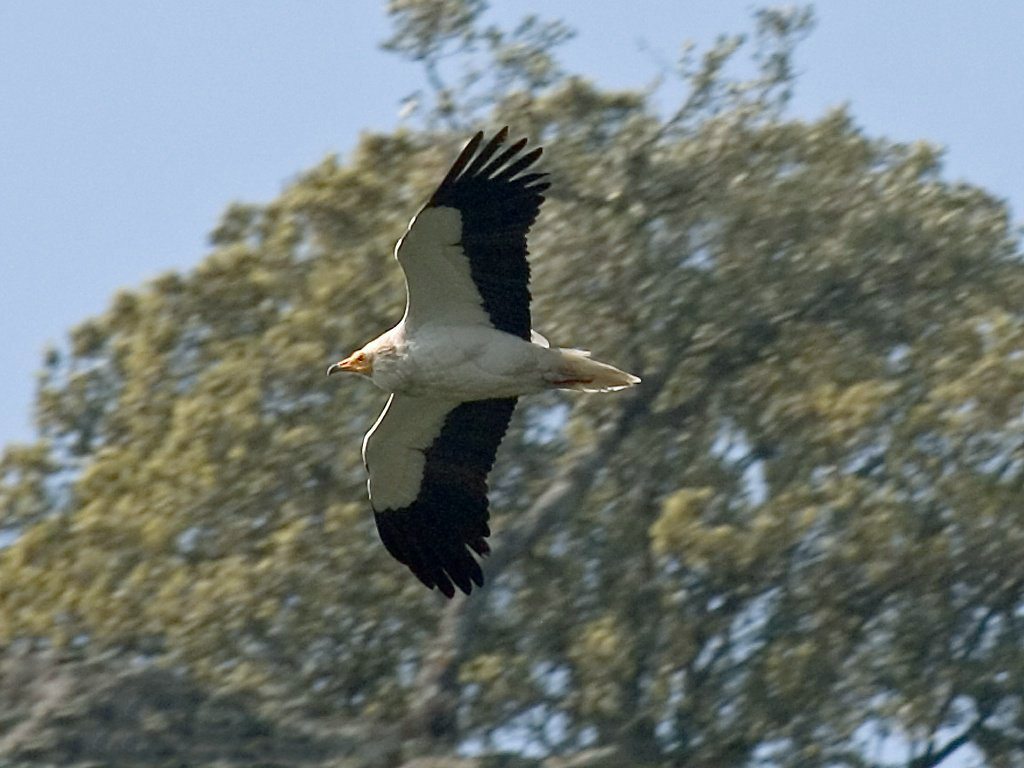
Adult
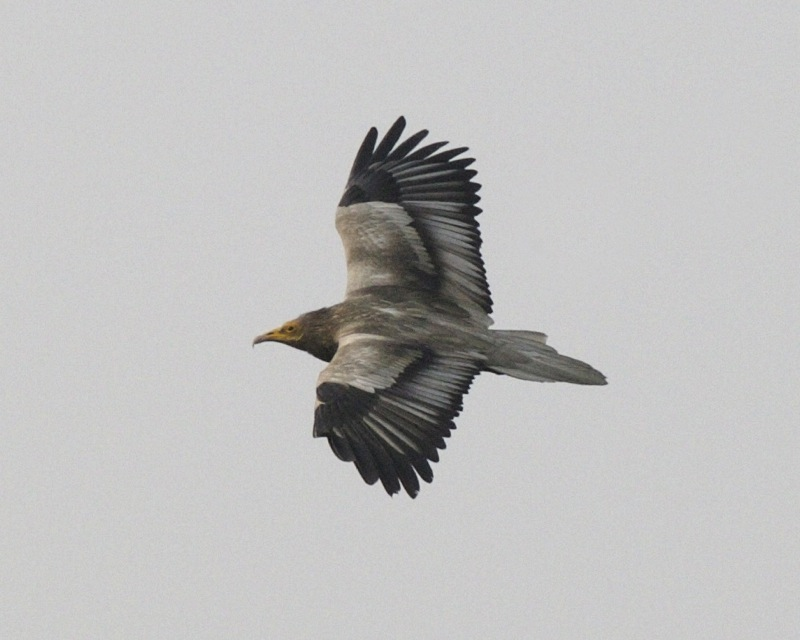
Subadult

## Läte
Smutsgamen är en tystlåten fågel som endast sällan hörs. Den yttrar då olika sorters lågt visslande, stönande, väsande och skallrande ljud.

## Utbredning och systematik
Smutsgamen förekommer över ett stort område i den Gamla världen och häckar från södra Europa och norra Afrika i väster till västra och södra Asien. Mycket tillfälligt kan de också förekomma på Sri Lanka.

### Underarter
Smutsgamen delas vanligen upp i tre underarter med följande utbredning:
- vanlig smutsgam[5] Neophron percnopterus percnopterus – häckar i Afrika och södra Europa till nordvästra Indien. Övervintrar i Afrika och på Arabiska halvön
- indisk smutsgam[6] Neophron percnopterus majorensis – stannfågel på Kanarieöarna

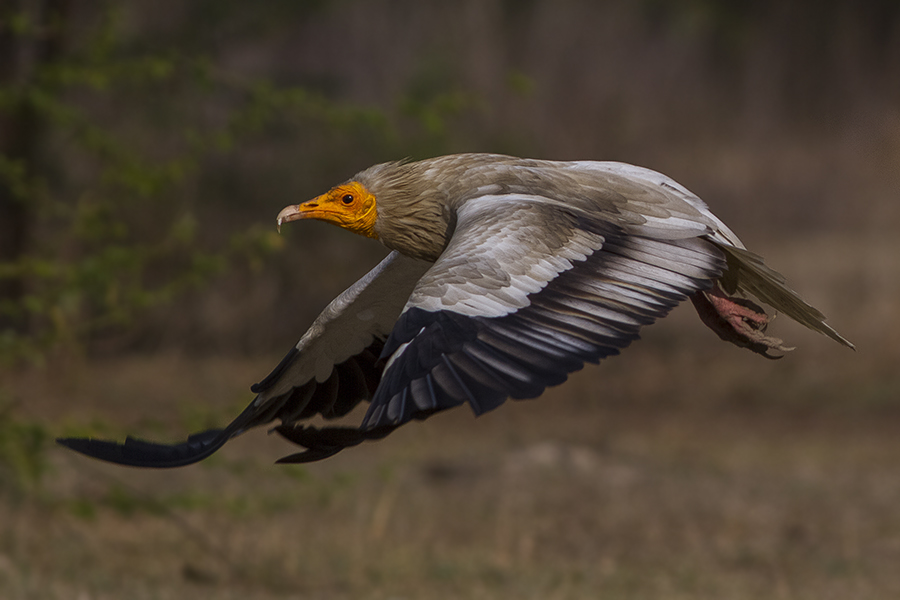
N. p. ginginianus i Indien.

- Neophron percnopterus ginginianus – stannfågel i Nepal och i större delen av Indien förutom i nordväst

De tre underarterna uppvisar klinala skillnader på grund av förflyttningar och genetiskt flöde mellan populationerna. Nominatformen, N. p. percnopterus, har det största utbredningsområdet och förekommer i södra Europa, norra Afrika, Mellanöstern och nordvästra Indien. Populationerna som häckar i den tempererade zonen flyttar vintertid söderut till delar av Afrika och till Arabiska halvön. Signifikant för underarten är att den har grå näbb.
Neophron percnopterus ginginianus förekommer på den indiska subkontinenten och är den minsta av de tre underarterna. Signifikant för taxonet är dess ljusgula näbb. Underartsepitetet härstammar från Gingee i södra Indien där den franska upptäcktsresanden Pierre Sonnerat beskrev den som Le Vautour de Gingi och den fick sitt vetenskapliga namn av John Latham 1790 i hans Index Ornithologicus.
En liten population, som bara förekommer på östra Kanarieöarna har visat sig utgöra en distinkt underart, och beskrevs 2002 som Neophron percnopterus majorensis. Den är genetiskt mer avlägsen från ginginianus än från percnopterus. Till skillnad från närbelägna populationer i i Afrika och södra Europa, är den en stannfågel och är även genomsnittligen större. Dess underartsepitet majorensis härleds från "Majorata", den antika namnet för ön Fuerteventura.
Nikolai Zarudny och Härms beskrev 1902 en underart, rubripersonatus, från Baluchistan. I beskrivningen har den djupare rödorange skinn på huvudet och gul spets på den mörka näbben. Taxonet accepteras sällan som underart utan behandlas oftast som en hybridform mellan olika underarter.

### Flyttrörelser
De flesta smutsgamar som häckar i tempererade områden flyttar söderut till tropiska Afrika, söder om Sahara, över vintern. Kringflackande individer kan dock förekomma så långt söderut som Sydafrika. Liksom många andra stora glidflygande flyttfåglar undviker de långa sträckor över vatten. Fåglarna från Italien korsar Medelhavet från Sicilien till Tunisien och gör sträckan över havet så kort som möjligt genom att ta rutten via öarna Marettimo eller Pantelleria.
De som flyttar via Iberiska halvön korsar Medelhavet vid Gibraltar sund medan andra tar sig till Afrika via länderna närmast öster om Medelhavet.
Flyttande fåglar kan avverka upp till 50 mil om dagen. Målet är Saharas södra gränsland, som kan ligga 550 mil från deras häckningsområde. Subadulta fåglar som inte uppnått häckningsålder kan övervintra på grässtäpper och halvöken i Sahelregionen.

### Smutsgam i Sverige
Smutsgamen är den gam som påträffats flest gånger i Sverige, med sju fynd, merparten i Skåne eller på Öland. Det första fyndet gjordes utanför Gullspång i Västergötland 16 juni 1973. Ytterligare ett fynd har gjorts i Jokkmokk 1997, men det har bedömts osäkert huruvida fågeln nått Sverige på naturlig väg eftersom den tillhörde den mer geografiskt avlägsna underarten ginginianus. 

### Släktskap
Tidigare trodde man att alla gamla världens gamar var släkt med varandra, men detta är en artificiell gruppering efter likartat utseende. Smutsgam, palmgam och lammgam bildar en klad som tillsammans står nära klätterhökarna och lite mer avlägset bland annat bivråkar och bazor.

## Ekologi
Smutsgamen förekommer huvudsakligen på torra slätter och kullar, i Himalaya upp till 2 000 meters höjd på sommaren. De bygger sina bon huvudsakligen på steniga klippor, ibland på utskjutande avsatser på höga byggnader i städer och i stora träd. Smutsgamen är en allätande rovfågel som lever av as, sköldpaddor, insekter, ryggradslösa djur, ägg och avföring. Den födosöker oftast ensam, men kan samlas i grupper på soptippar eller vid åtlar.

## Smutsgamen och människan

### Status och hot
Smutsgamen har minskat mycket kraftigt i Indien på kort tid med mer än 90 procent, troligen till följd av förgiftning av veterinärläkemedlet diklofenak. Den har även under en längre tid minskat i Europa och Västafrika. Internationella naturvårdsunionen IUCN kategoriserar den därför sedan 2007 som starkt hotad (EN). I Europa beräknades populationen 2015 till 3 000–4 700 par.

### I kulturen
Smutsgamen vördades i faraoniska Egypten.